# Antonio González Terol
Antonio Pablo González Terol (Cartagena, 23 d'agost de 1978) és un polític espanyol del Partit Popular, alcalde de Boadilla del Monte, diputat regional en l'Assemblea de Madrid en la viii, ix i x legislatures.

## Biografia
Va néixer el 23 d'agost de 1978 a Cartagena. Està casat. És enginyer industrial del ICAI per la Universitat Pontifícia Comillas.
Va ser número 71 en la candidatura del Partit Popular (PP) per a les eleccions a l'Assemblea de Madrid de 2007, no va resultar triat; després de la renúncia de Jaime González Taboada a la seva acta, González Terol va accedir al càrrec de diputat en l'Assemblea el 19 de juliol de 2007.
En renovar la majoria absoluta del PP en el municipi en les eleccions locals de 2011, va prendre possessió del càrrec com a alcalde de Boadilla l'11 de juny. Així mateix, en ocupar de nou el lloc número 71 en les llistes del PP en la seva candidatura per a les eleccions a l'Assemblea de Madrid de 2011, també va ser diputat en la ix legislatura de la cambra autonòmica.
En les eleccions municipals de maig de 2015 va ser cap de llista del Partit Popular en aquest municipi, que va obtenir de nou majoria absoluta, Va renunciar al càrrec el gener de 2016, sent succeït per Regina Plañiol.
En les eleccions generals celebrades al desembre de 2015 va ser el candidat número 13 del Partit Popular al Congrés dels Diputats per la circumscripció de Madrid, resultant triat. En els comicis generals del 26 de juny va tornar a resultar triat com a diputat al Congrés.